# Señorío de la Higuera de Vargas
El señorío de la Higuera de Vargas, primitivamente señorío de la Higuera, es un título nobiliario español de Castilla que fue entregado por el rey Enrique II de Castilla en fecha desconocida de 1374 a Alonso Fernández de Vargas. Posteriormente, en 1379, Juan I de Castilla le confirmó el señorío y, en 1389, el mismo rey le otorgó facultad para fundar un mayorazgo, que Alonso Fernández de Vargas instituyó en su testamento otorgado en 1390.

## Denominación
Su denominación hace referencia al municipio de la Higuera de Vargas, primitivamente de la Higuera, en la provincia de Badajoz, Extremadura.

## Armas
Fueron sus armas de plata, cuatro ondas de agua azures, a las cuales acrecentó por merced del rey Fernando III de Castilla, el Santo, la orla de cuatro castillos de oro en campo rojo y cuatro leones rojos en campo de plata.

## Señores de la Higuera de Vargas
|                                     | Titular                                                                             | Periodo                             |
| Creación por Enrique II de Castilla | Creación por Enrique II de Castilla                                                 | Creación por Enrique II de Castilla |
| ----------------------------------- | ----------------------------------------------------------------------------------- | ----------------------------------- |
| I                                   | Alonso Fernández de Vargas                                                          | 1374-1390                           |
| II                                  | Gonzalo Pérez de Vargas                                                             | 1390-1402                           |
| III                                 | Juan de Vargas y Sánchez de Badajoz                                                 | 1402-1450                           |
| IV                                  | Juan de Vargas y Suárez de Figueroa                                                 | 1450-1455                           |
| V                                   | Mencía de Vargas y Suárez de Figueroa                                               | 1455-1507                           |
| VI                                  | Arias Pérez de Silva y Vargas-Figueroa                                              | 1507-1510                           |
| VII                                 | Francisco Pérez de Silva y Vargas                                                   | 1510-1524                           |
| VIII                                | Juan de Vargas y Silva                                                              | 1524-¿?                             |
| IX                                  | Francisco de Vargas y Silva                                                         | ¿?-¿?                               |
| X                                   | García Pérez de Vargas y Silva                                                      | ¿?-1604                             |
| XI                                  | Juana de Vargas Silva y Arellano                                                    | 1604-¿?                             |
| XI                                  | Gabriel de Silva y Vargas                                                           | ¿?-¿?                               |
| XII                                 | Francisco de Silva y Vargas de Mendoza Silva y Abranches                            | ¿?-¿?                               |
| XIII                                | Isabel de Silva y Vargas de Mendoza Silva y Abranches                               | ¿?-1666/1675                        |
| XIV                                 | Fernando Sánchez de Silva Figueroa y Vargas                                         | 1666/1675-¿?                        |
| XV                                  | Juan Sánchez de Silva y Vega                                                        | ¿?-1712/a. 1722                     |
| XVI                                 | Juana Justa Sánchez de Silva y Cáceres                                              | 1712/a. 1722-¿?                     |
| XVII                                | María Joaquina Antonia de Guadalupe de Cáceres y Quiñones Sánchez de Silva y Vargas | ¿?-1760                             |
| XVIII                               | María de la Esclavitud Sarmiento Quiñones                                           | 1760-1810                           |
| XIX                                 | Carlos José Francisco de Paula Gutiérrez de los Ríos y Sarmiento de Sotomayor       | 1799-1822                           |
| XX                                  | María Francisca de Asís Gutiérrez de los Ríos y Vicente de Solís                    | 1822-1836                           |
| XXI                                 | María del Pilar Osorio y Gutiérrez de los Ríos                                      | 1836-1921                           |
| XXII                                | Manuel Felipe Falcó y Osorio                                                        | 1921-1927                           |
| XXIII                               | Manuel Falcó y Álvarez de Toledo                                                    | 1927-1936                           |
| XXIV                                | Manuel Falcó y de Anchorena                                                         | 1936-actual titular                 |

## Historia de los señores de la Higuera de Vargas
- Alonso Fernández de Vargas (Jerez de la Frontera, c. 1325-Burguillos, 1390),[1] I señor de la Higuera de Vargas, I señor de las villas de Burguillos,[1] la Higuera, Valverde y las Atalayas en 1390 del que, por previa real facultad de Juan I de Castilla, fue fundado el vínculo, fundador del mayorazgo de la villa de la Higuera para sus hijos, caballero del rey Pedro I de Castilla, alcaide de Medellín por el infante Fernando el de Antequera, después del rey de Aragón. Era hijo de Fernán González de Vargas,[1] alcaide de Jerez de la Frontera y procurador en las cortes de Enrique II de Castilla en Burgos, y de su esposa María Fernández de Valdespino,[1] hija del noble Jerezano y caballero de la Orden de la Banda Alonso Fernández de Valdespino.  Testó el 11 de agosto de 1390.[2]

Le sucedió uno de sus múltiples hijos bastardos, legitimado en 1373, concretamente el que hubo con María Estévez:
- Gonzalo Pérez de Vargas (m. 1402),[1] II señor de la Higuera de Vargas,[3] II señor de las villas de Burguillos, la Higuera, después de Vargas, Valverde y las Atalayas, cuando se le empezó a llamar la Higuera de Vargas. Testó el 20 de enero de 1402.

Casó con María Sánchez de Badajoz, hija de Garci Sánchez de Badajoz, II señor de Villanueva de Barcarrota, y de su esposa Mécia Vasques de Goes luego Mencía Vásquez de Goes, portuguesa, nieta paterna de Hernán Sánchez de Badajoz, I señor de la villa y castillo de Barcarrota por merced del rey Enrique II de Castilla en 1370, y de su esposa. Le sucedió su hijo:
- Juan de Vargas y Sánchez de Badajoz (m.1450), III señor de la Higuera de Vargas,[3] III señor de las villas de Burguillos, Valverde y las Atalayas. Testó el 14 de noviembre de 1450.[3]

Casó en primeras nupcias con Leonor Álvarez, hija de Lope Álvarez de Henestrosa y de su esposa Isabel de Saucedo, sin descendencia. Contrajo un segundo matrimonio con Leonor Suárez de Figueroa, hija del XXXIV maestre de la Orden de Santiago en 1387, electo en Mérida, Lorenzo Suárez de Figueroa, fundador del convento de los Caballeros de Santiago de Sevilla, fallecido en 1409, y de su esposa Isabel Mexia y Carrillo, que testó el 3 de junio de 1480, ascendientes de los condes de Feria-duques de Feria, de los marqueses de Villalva del Carpio y de los marqueses de Priego, de los condes de Zafra y de los condes de Paredes, etc. Le sucedió su segundogénito:
- Juan de Vargas y Suárez de Figueroa (m. 1455), el Mozo, IV señor de la Higuera de Vargas,[3] IV señor de las villas de Burguillos, Valverde y las Atalayas.

Soltero, sin descendencia, sucedió su hermana:
- Mencía de Vargas y Suárez de Figueroa (m. 1507), V señora de la Higuera de Vargas,[3] V señora de las villas de Burguillos, Valverde y las Atalayas, que heredó al haber fallecido sus dos hermanos mayores. Compartió el señorío durante algunos años con su hermana Leonor Suárez de Figueroa y, después de llevar el caso a los tribunales en 1489, fallaron a favor de Mencía de Vargas y Suárez de Figueroa.[3] Siendo viuda, testó en 1507.

Casó con Vasco Fernández de Silva, III señor de los Leales y II señor de San Fagundo, hijo de Arias Vázquez de Silva, II señor de los Leales, I señor de San Fagundo, que vivió en Jerez de los Caballeros reinando en Castilla Juan II y Enrique IV, y se presume casado con María Ponce de León. Tuvieron tres hijos. Le sucedió su hijo:
- Arias Pérez de Silva y Vargas-Figueroa (m. 1510), VI señor de la Higuera de Vargas,[3] VI señor de las villas de Burguillos, Valverde y las Atalayas. Testó en 1510.

Casó con María de Guzmán y Ponce de León, hija de Luis Ponce de León y de su esposa María de Guzmán, señora de Villagarcía, nieta paterna del I conde de Arcos de la Frontera, que posteriormente fueron I duques de Cádiz luego I duques de Arcos después grandes de España de primera clase, y nieta materna de Rodrigo Suárez de Figueroa y Mesa, señor de Villarubia de Córdoba, y de su esposa Elvira Venegas de Solier, esta hija de los progenitores de los condes de Luque. Le sucedió su hijo:
- Francisco Pérez de Silva y Vargas (m. 1524), VII señor de la Higuera de Vargas,[3] VII señor de las villas de Burguillos, Valverde y las Atalayas.

Casó con Mayor de Figueroa y de la Cerda, dama de la reina Católica. Le sucedió su hijo:
- Juan de Vargas y Silva, VIII señor de la Higuera de Vargas,[3] VIII señor de las villas de Burguillos, Valverde y las Atalayas.

Casó con Juana de Figueroa y Silva. Le sucedió su hijo:
- Francisco de Vargas y Silva, IX señor de la Higuera de Vargas,[3] IX señor de las villas de Burguillos, Valverde y las Atalayas.

Casó en segundas nupcias con Juana de Bohorques y Alfaro, natural de Sevilla. Le sucedió su hijo:
- García Pérez de Vargas y Silva (m. octubre de 1604), X señor de la Higuera de Vargas,[3] X señor de las villas de Burguillos, Valverde y las Atalayas.

Casó con Teresa de Arellano y Portocarrero, hija de Alonso Pacheco y Portocarrero (Jerez de los Caballeros, 15 de enero de 1587), III señor de la Torre de las Sirgadas,  y de su primera esposa Ángela Ramírez de Arellano (Moguer 12 de enero de 1576), hija del II conde de Castellar y sobrina materna del III conde de Aguilar de Inestrillas. Tuvieron dos hijas, Ángela y Juana de Vargas Silva y Arellano. Le sucedió su hija:
- Juana de Vargas Silva y Arellano, XI señora de la Higuera de Vargas, XI señora de las villas de Burguillos, Valverde y las Atalayas.

Casó en primeras nupcias con su primo Gabriel de Silva y Vargas, natural de San Bartolomé, Jerez de los Caballeros, VIII señor de San Fagundo, etc., hijo de Francisco de Silva y Vargas, VII señor de San Fagundo, etc., y de su esposa y prima Isabel Suárez de Figueroa con quien había casado en Badajoz. Falleció ya estando viudo en Jerez de los Caballeros. Aunque sucedió a su mujer por falta de descendencia de su matrimonio, se le considera como el XI señor de la Higuera de Vargas y no como el XII. Se casó en segundas nupcias en San Bartolomé, Jerez de los Caballeros, el 29 de junio de 1622 con la portuguesa Madalena Furtado de Mendonça luego Magdalena Hurtado de Mendoza (m. Madrid, 1648), hija del IV alcaide mayor del castillo de Mourão. Le sucedió su hijo:
- Francisco de Silva y Vargas de Mendoza Silva y Abranches (n. Jerez de los Caballeros, 3 de enero de 1622), XII señor de la Higuera de Vargas, XII señor de las villas de Burguillos, Valverde y las Atalayas, IX señor de San Fagundo, castellán de Milán, etc.

Casado, con descendencia luego extinguida. Le sucedió su hermana:
- Isabel de Silva y Vargas de Mendoza Silva y Abranches (Jerez de los Caballeros, 12 de noviembre de 1623-1666 o 1675), XIII señora de la Higuera de Vargas, XIII señora de las villas de Burguillos, Valverde y las Atalayas, X señora de San Fagundo.

Casó en primeras nupcias, el 7 de junio de 1653, en Jerez de los Caballeros, con su primo segundo Juan Antonio Matías Sánchez de Silva Figueroa y Vargas (n. Jerez de los Caballeros, 25 de abril de 1632), V señor de la Pulgosa y Cofrentes, caballero de la Orden de Santiago en 1642. Era hijo de Fernando Sánchez de Silva y Figueroa, IV señor de la Pulgosa y Cofrentes, regidor de Jerez de los Caballeros, y de su esposa Francisca Enríquez y Figueroa de Porres. Le sucedió su hijo:
- Fernando Sánchez de Silva Figueroa y Vargas (n. Jerez de los Caballeros, 25 de septiembre de 1654-1712 o antes de agosto de 1722), XIV señor de la Higuera de Vargas, XIV señor de las villas de Burguillos, Valverde y las Atalayas, XI señor de San Fagundo, VI señor de la Pulgosa y Cofrentes, teniente-coronel de dragones de Mérida.

Casó en Santa María, Jerez de los Caballeros, el 9 de mayo de 1673 con Juana Florencia de Vega Bazán y Cárdenas (m. antes de agosto de 1722), hija de Fernando de Vega Henestrosa y Bustos o Fernando de Vega y Bustos, señor del mayorazgo de la Vega en Jerez de los Caballeros, alférez mayor de la ciudad de Jerez de los Caballeros en 1662, poseedor de las aduanas de Badajoz, y de su esposa Isabel Antonia de Vega Bazán y Cárdenas o Isabel de Vega, heredera de sus mayores, VIII señora del Carbajo, patrona de la capellanía de Pena Utrera. Le sucedió su hijo:
- Juan Sánchez de Silva y Vega, XV señor de la Higuera de Vargas, XV señor de las villas de Burguillos, Valverde y las Atalayas, XII señor de San Fagundo, VII señor de la Pulgosa y Cofrentes, etc.

Casó el 15 de agosto de 1720 con Teresa de Cáceres y Quiñones. Le sucedió su hija:
- Juana Justa Sánchez de Silva y Cáceres (1720-1788), XVI señora de la Higuera de Vargas, XVI señora de las villas de Burguillos, Valverde y las Atalayas, XIII señora de San Fagundo, VIII señora de la Pulgosa y Cofrentes.

Casó en 1738 con su primo Joaquín Jorge de Cáceres y Quiñones, señor de Espadero. Le sucedió su hija:
- María Joaquina Antonia de Guadalupe de Cáceres y Quiñones Sánchez de Silva y Vargas (n. 1739), XVII señora de la Higuera de Vargas,[5] XVII señora de las villas de Burguillos, Valverde y las Atalayas, XIV señora de San Fagundo, XI señora de Lagartera, IX señora de la Pulgosa y Cofrentes y señora de Espadero.

Casó el 23 de abril de 1758, siendo su primera esposa, con Diego María de la Esclavitud Sarmiento de Sotomayor y Saavedra y Fuenmayor (6 de junio de 1736-13 de junio de 1802), IV marqués de Castel-Moncayo, grande de España de segunda clase, II conde de Villanueva de las Achas y señor del Valle de las Achas en Galicia. Le sucedió su hija:
- María de la Esclavitud Sarmiento Quiñones (Toro, 22 de febrero de 1760-13 de noviembre de 1810),[6] XVIII señora de la Higuera de Vargas,[5] V marquesa de Castel-Moncayo,[6][7] grande de España de segunda clase, III condesa de Villanueva de las Achas, señora del Valle de las Achas en Galicia, XVIII señora de las villas de Burguillos, la Higuera de Vargas, Valverde y las Atalayas, XV señora de San Fagundo, X señora de la Pulgosa y Cofrentes, señora de Espadero y dama honoraria de la Orden de Malta.

Se casó por poderes, en Ferrol el 23 de junio de 1777 y en presencia en Tábara el 23 de noviembre de 1778, con Carlos José Isidro Gutiérrez de los Ríos y Rohan-Chabot, VI conde de Fernán Núñez, grande de España, y Barajas, hijo de José Gutiérrez de los Ríos Córdoba Mendoza y Zapata y de su esposa Carlota Felicitas de Rohan-Chabot y Roquelabre, nacida en París. Le sucedió su hijo:
- Carlos José Francisco de Paula Gutiérrez de los Ríos y Sarmiento de Sotomayor (Lisboa, 8 de junio de 1779[7]-27 de noviembre de 1822), XIX señor de la Higuera de Vargas, VI marqués de Castel-Moncayo, VII conde y I duque de Fernán Núñez,[8] X marqués de Alameda, XI conde de Barajas y IV conde de Villanueva de las Achas.

Se casó con María Vicenta de la Soledad de Solís-Wignacourt y Lasso de la Vega, VI duquesa de Montellano, IV duquesa del Arco, XII marquesa de Miranda de Anta, VII condesa de Saldueña, V condesa de Frigiliana, VII condesa de Puertollano, hija de Álvaro de Solís Vignacourt y Folch de Cardona, V duque de Montellano, IV conde de Saldueña, y de su primera mujer Andrea Lasso de la Vega y Silva, XI marquesa de Miranda de Anta, VI condesa de Puertollano, hija de Francisco Miguel Lasso de la Vega y Sarmiento, III duque del Arco, XI marqués de Miranda de Anta, VI conde de Puertollano. Le sucedió su hija:
- María Francisca de Asís Gutiérrez de los Ríos y Solís (Madrid, 4 de octubre de 1801-26 de febrero de 1838), XX señora de la Higuera de Vargas,[10] VII marquesa de Castel-Moncayo, II duquesa de Fernán Núñez,[8] XI marquesa de Alameda, XIII condesa de Barajas, XII marquesa de Miranda de Anta, VII condesa de Saldueña, XI condesa de Molina de Herrera, V condesa de Villanueva de las Achas[10] y VIII condesa de Puertollano.

Casó, en 1821, con Felipe María Osorio y de la Cueva (m. 5 de febrero de 1859), VII conde de Cervellón, grande de España, V marqués de Villatorcas, VIII marqués de Nules, XIV conde de Elda, XIII conde de Anna, VI marqués de la Mina, grande de España, X conde de Pezuelas de las Torres, hijo de Felipe Carlos Osorio, VI conde de Cervellón, y de María Magdalena de la Cueva y de la Cerda, XIX condesa de Siruela. Le sucedió su hija:
- María del Pilar Osorio y Gutiérrez de los Ríos (Madrid, 10 de diciembre de 1829-Château de Dave, Namur, Bélgica, 1 de septiembre de 1921),[11] XXI señora de la Higuera de Vargas,[10] VII duquesa de Montellano, grande de España, V duquesa del Arco, grande de España, III duquesa de Fernán Núñez, grande de España[12][13] VIII marquesa de Castel-Moncayo,[8] XII marquesa de Alameda, marquesa de Castelnovo, VIII marquesa de Pons, marquesa de Plandogan, marquesa de Miranda de Anta, VI marquesa de la Mina,[14] XX condesa de Siruela,[15] XIII condesa de Barajas,[16] IX condesa de Puertollano, VIII condesa de Cervellón,[17] VI condesa de Frigiliana, condesa de Molina de Herrera y condesa de Montehermoso.[11] Fue dama de las reinas Isabel II, María de las Mercedes y María Cristina.[11]

Casó el 14 de octubre de 1852 con Manuel Pascual Falcó y D'Adda (Milán, 26 de febrero de 1828-Aranjuez, 24 de mayo de 1892), XII marqués de Almonacir, caballero de la Orden del Toisón de Oro y de la Orden de Calatrava. Le sucedió su hijo:
- Manuel Felipe Falcó y Osorio (Château de Dave, Namur, 1856-Madrid, 8 de mayo de 1927), XXII señor de la Higuera de Vargas,[18] IV duque de Fernán Núñez, grande de España[19] XIII marqués de Almonacir, XIII marqués de Alameda, VII marqués de la Mina,[14] XIV conde de Barajas[16] y IX conde de Cervellón. Fue ministro, senador, caballero de la Orden del Toisón de Oro, mayordomo mayor y embajador en Viena y en Berlín.[20]

Casó el 25 de junio de 1896 con Silvia Álvarez de Toledo y Gutiérrez de la Concha, IV duquesa de Bivona, grande de España (título español) y III condesa de Xiquena, hija de José María Álvarez de Toledo y Acuña, II duque de Bivona, grande de España y de su esposa Jacinta Gutiérrez de la Concha y Fernández de Luco. Le sucedió su hijo:
- Manuel Felipe Falcó y Álvarez de Toledo (Madrid, 1896-8 de diciembre de 1936), XXIII señor de la Higuera de Vargas,[18] V duque de Fernán Núñez, grande de España, V duque de Bivona, grande de España[22] XIV marqués de Almonacir,[20] XIV marqués de Alameda, VIII marqués de la Mina,[14] X conde de Cervellón[20] y IV conde de Xiquena.[23]

Casó con María de las Mercedes de Anchorena y Uriburu (m. 4 de abril de 1988). Le sucedió su hijo:
- Manuel Falcó y de Anchorena (n. Madrid, 18 de octubre de 1936), XXIV señor de la Higuera de Vargas,[18]  VII duque del Arco, grande de España,[24] VI duque de Fernán Núñez, grande de España,[20] VI duque de Bivona, grande de España[22] XVI marqués de Miranda de Anta,[18] XV marqués de Almonacir,[18] XV marqués de Alameda,[18] XII marqués de Almonacid de los Oteros,[18][25] XI marqués de Castelnovo,[18] IX marqués de la Mina,[14] XVII conde de Anna,[18] XVI conde de Barajas,[16] XV conde de Molina de Herrera,[18] XIII conde de Pezuela de las Torres,[18] XII conde de Saldueña,[18] XI conde de Puertollano,[18] XI conde de Cervellón,[17] XI conde de Montehermoso[18]  y V conde de Xiquena.[26]

Casado el 29 de mayo de 1986 con María Cristina Ligués y Creus. Padres de Manuel Fernando (n. Madrid, 23 de junio de 1987) y de Cristina Falcó y Ligués (n. Madrid, 12 de julio de 1988).